# Чернуха (Кстовський район)
Чернуха (рос. Чернуха) — село в Кстовському районі Нижньогородської області Російської Федерації.
Населення становить 1811 осіб. Входить до складу муніципального утворення Чернухинська сільрада.

## Історія
Від 2009 року входить до складу муніципального утворення Чернухинська сільрада.

## Населення
| 2002 | 2010  |
| ---- | ----- |
| 1808 | ↗1811 |